# Komorniki Lesiowskie
Komorniki Lesiowskie – część wsi Lesiów (do 31 grudnia 2002 przysiółek) w Polsce, położona w województwie mazowieckim, w powiecie radomskim, w gminie Jastrzębia.